# Turid Smedsgård
Turid Smedsgård Sundal, född 10 oktober 1961 i Drammen, är en norsk före detta handbollsmålvakt.

## Klubblagskarriär
Turid Smedsgård spelade för Glassverket IF och Nordstrand IF. Hon drog sig tillbaka från klubbhandbollen 1994, men gjorde en kort comeback 2001 för Bækkelagets SK. Smedsgård var aktiv i Glassverket IF till 1987 och spelade sedan i Oslo-laget Nordstrand IF till 1994. I december 1981 bidrog hon starkt till att Glassverket vann NM-finalen (=cupfinalen) med 16–12 över Skogn IL. Glassverket spelade då i division 2. Skador kom att inverka på en del av hennes karriär. Även 2003 ville man ha henne att göra comeback men då blev det inget av.

## Landslagskarriär
Landslagskarriären började med 15 ungdomslandskamper 1978–1979. Den 1 oktober 1978 fick hon göra debut i A-landslaget mot Ungern. Hon spelade sedan 113 matcher för norska landslaget från 1978 till 1989. Sista landskampen mot Danmark spelade hon 4 oktober 1989. Främsta meriten med landslaget var VM 1982 där Norge kom på sjunde plats, och där Turid Smedsgård utsågs till turneringens målvakt.

## Privatliv
Turid Smedsgård har en syster som heter Susanne Faye Smedsgaard som också spelat för norska landslaget.